# Leisure
Leisure – pierwszy album zespołu Blur, wydany w roku 1991. Grupa nagrała go w składzie: Damon Albarn, Graham Coxon, Alex James, oraz Dave Rowntree.

## Lista utworów
| Wersja U.S.A. 1. „She’s So High” 2. „There’s No Other Way” 3. „Bang” 4. „I Know” 5. „Slow Down” 6. „Repetition” 7. „Bad Day” 8. „High Cool” 9. „Come Together” 10. „Fool” 11. „Birthday” 12. „Wear Me Down” | Wersja U.K. 1. „She’s So High” 2. „Bang” 3. „Slow Down” 4. „Repetition” 5. „Bad Day” 6. „Sing” 7. „There’s No Other Way” 8. „Fool” 9. „Come Together” 10. „High Cool” 11. „Birthday” 12. „Wear Me Down” |

## Certyfikaty i sprzedaż
| Kraj                  | Certyfikat  | Sprzedaż |
| --------------------- | ----------- | -------- |
| Wielka Brytania (BPI) | złota płyta | 100 000+ |